# Гардабайр
Га́рдабайр (исл. Garðabær ['karðaˌpaiːr ̥]) — муниципалитет (свободная община) и город в Исландии, в регионе Хёвудборгаршвайдид, являющимся столичной агломерацией Рейкьявика. С населением 11420 человека (на 2012 год) является пятым по населению городом страны.
Город был основан в 1876 как Гардахреппур (исл. Garðahreppur) на полуострове Аульфтанес, хотя ещё в IX веке на территории города согласно летописи находились две фермы — Вифильсстадир и Скуластадир. В 1976 он получил своё нынешнее имя.
В городе находится киностудия, в которой снимался детский сериал «Лентяево».

## Известные уроженцы и жители
- Рагнар Тоурхадльссон — вокалист исландской инди-фолк-группы «Of Monsters and Men»

## Города-партнёры
- Норвегия: Аскер
- Финляндия: Якобстад, Финляндия
- Швеция: Эслёв
- Фарерские острова: Торсхавн
- Дания: Биркерёд